# 安芸市のうた
「安芸市のうた」（あきしのうた）は、高知県安芸市が制定した市歌である。作詞・熊瀬一朗、作曲・山本泰士。

## 解説
1974年（昭和49年）の市制20周年を記念して歌詞の懸賞募集を行い、19篇の応募作から入選採用した歌詞を基に制定された。入選者の熊瀬一朗は香美郡香北町（現在の香美市）からの応募で、本作の他に香美市立香北中学校や大栃小学校、大宮小学校の校歌、香北町の「川上音頭」、旧高岡郡窪川町（現在の四万十町）の「くぼかわ音頭」などを作詞している。作曲者の山本は制定当時、市立清水ヶ丘中学校の音楽教諭であった。
制定意義は「市民のしあわせを願い、永遠の発展を祈念しまた郷土愛を高めるため、市民が愛唱できる」こととされ、1984年（昭和59年）から毎年行われている市民合唱祭では最後に市歌の斉唱を行うことが定番となっているが、市のサイト上に紹介は無く2012年（平成24年）刊の『全国都道府県の歌 市の歌』にも収録されていない。